# Qualificações para o Campeonato Europeu de Futebol de 2020 – Grupo H
O Grupo H das Qualificações para o Campeonato Europeu de Futebol de 2020 foi um dos dez grupos que decidiu os participantes do Campeonato Europeu de Futebol de 2020. As duas melhores seleções se classificaram.

## Classificação
|  | Equipes qualificadas para o Campeonato Europeu de Futebol de 2020 |
|  | Equipes classificadas para a repescagem                           |
|  | Equipes eliminadas                                                |

| Pos | Equipe   | Pts | J  | V | E | D | GP | GC | SG  | Classificado                     |  | França | Turquia | Islândia | Albânia | Andorra | Moldávia |
| --- | -------- | --- | -- | - | - | - | -- | -- | --- | -------------------------------- |  | ------ | ------- | -------- | ------- | ------- | -------- |
| 1   | França   | 25  | 10 | 8 | 1 | 1 | 25 | 6  | +19 | Qualificado para o Eurocopa 2020 |  | —      | 1–1     | 4–0      | 4–1     | 3–0     | 2–1      |
| 2   | Turquia  | 23  | 10 | 7 | 2 | 1 | 18 | 3  | +15 | Qualificado para o Eurocopa 2020 |  | 2–0    | —       | 0–0      | 1–0     | 1–0     | 4–0      |
| 3   | Islândia | 19  | 10 | 6 | 1 | 3 | 14 | 11 | +3  | Avança para a repescagem         |  | 0–1    | 2–1     | —        | 1–0     | 2–0     | 3–0      |
| 4   | Albânia  | 13  | 10 | 4 | 1 | 5 | 16 | 14 | +2  | Eliminado                        |  | 0–2    | 0–2     | 4–2      | —       | 2–2     | 2–0      |
| 5   | Andorra  | 4   | 10 | 1 | 1 | 8 | 3  | 20 | −17 | Eliminado                        |  | 0–4    | 0–2     | 0–2      | 0–3     | —       | 1–0      |
| 6   | Moldávia | 3   | 10 | 1 | 0 | 9 | 4  | 26 | −22 | Eliminado                        |  | 1–4    | 0–4     | 1–2      | 0–4     | 1–0     | —        |

## Partidas
As partidas foram divulgadas pela UEFA em 2 de dezembro de 2018. Para as partidas em março e novembro é utilizado o fuso horário UTC+1 e para o restante é seguido o fuso horário UTC+2.
| 22 de março de 2019 | Albânia | 0 – 2     | Turquia                     | Estádio de Loro-Boriçi, Escodra             |
| 20:45               |         | Relatório | Yılmaz 21' · Çalhanoğlu 55' | Público: 11 730 Árbitro: GER Tobias Stieler |

| 22 de março de 2019 | Andorra | 0 – 2     | Islândia                        | Estádio Nacional, Andorra-a-Velha          |
| 20:45               |         | Relatório | Bjarnason 22' · Kjartansson 80' | Público: 1 854 Árbitro: SUI Sandro Schärer |

| 22 de março de 2019 | Moldávia   | 1 – 4     | França                                               | Estádio Zimbru, Chișinău                        |
| 20:45               | Ambros 89' | Relatório | Griezmann 24' · Varane 27' · Giroud 36' · Mbappé 87' | Público: 10 042 Árbitro: MKD Aleksandar Stavrev |

| 25 de março de 2019 | Turquia                                   | 4 – 0     | Moldávia | Novo Estádio de Esquixequir, Esquixequir  |
| 18:00               | Kaldırım 24' · Tosun 26', 53' · Ayhan 70' | Relatório |          | Público: 29 456 Árbitro: UKR Serhiy Boiko |

| 25 de março de 2019 | Andorra | 0 – 3     | Albânia                                | Estádio Nacional, Andorra-a-Velha       |
| 20:45               |         | Relatório | Sadiku 21' · Balaj 87' · Abrashi 90+6' | Público: 1 373 Árbitro: SVK Filip Glova |

| 25 de março de 2019 | França                                               | 4 – 0     | Islândia | Stade de France, Saint-Denis               |
| 20:45               | Umttti 12' · Giroud 68' · Mbappé 78' · Griezmann 84' | Relatório |          | Público: 64 538 Árbitro: ROU István Kovács |

| 8 de junho de 2019 | Islândia        | 1 – 0     | Albânia | Laugardalsvöllur, Reykjavík              |
| 15:00              | Guðmundsson 22' | Relatório |         | Público: 8 968 Árbitro: SCO Bobby Madden |

| 8 de junho de 2019 | Moldávia | 1 – 0     | Andorra | Estádio Zimbru, Chișinău                  |
| 18:00              | Armaș 8' | Relatório |         | Público: 6 712 Árbitro: SWE Bojan Pandžić |

| 8 de junho de 2019 | Turquia               | 2 – 0     | França | Estádio Konya Büyükşehir, Cônia            |
| 20:45              | Ayhan 30' · Ünder 40' | Relatório |        | Público: 36 783 Árbitro: SVN Damir Skomina |

| 11 de junho de 2019 | Albânia                         | 2 – 0     | Moldávia | Elbasan Arena, Elbasani                      |
| 20:45               | Cikalleshi 66' · Ramadani 90+3' | Relatório |          | Público: 5 004 Árbitro: FIN Ville Nevalainen |

| 11 de junho de 2019 | Andorra | 0 – 4     | França                                                  | Estádio Nacional, Andorra-a-Velha      |
| 20:45               |         | Relatório | Mbappé 11' · Ben Yedder 30' · Thauvin 45+1' · Zouma 60' | Público: 3 187 Árbitro: CRO Fran Jović |

| 11 de junho de 2019 | Islândia               | 2 – 1     | Turquia   | Laugardalsvöllur, Reykjavík                  |
| 20:45               | R. Sigurðsson 21', 32' | Relatório | Toköz 40' | Público: 9 680 Árbitro: POL Szymon Marciniak |

| 7 de setembro de 2019 | Islândia                                        | 3 – 0     | Moldávia | Laugardalsvöllur, Reykjavík               |
| 18:00                 | Sigþórsson 31' · Bjarnason 55' · Böðvarsson 77' | Relatório |          | Público: 8 338 Árbitro: POR João Pinheiro |

| 7 de setembro de 2019 | França                                 | 4 – 1     | Albânia              | Stade de France, Saint-Denis                   |
| 20:45                 | Coman 8', 68' · Giroud 27' · Ikoné 85' | Relatório | Cikalleshi 90' (pen) | Público: 77 655 Árbitro: ESP Jesús Gil Manzano |

| 7 de setembro de 2019 | Turquia   | 1 – 0     | Andorra | Vodafone Park, Istambul                       |
| 20:45                 | Tufan 89' | Relatório |         | Público: 42 600 Árbitro: SCO Donald Robertson |

| 10 de setembro de 2019 | Albânia                                              | 4 – 2     | Islândia                           | Elbasan Arena, Elbasani                   |
| 20:45                  | Dermaku 33' · Hysaj 52' · Roshi 79' · Cikalleshi 83' | Relatório | G. Sigurðsson 47' · Sigþórsson 58' | Público: 8 652 Árbitro: SVK Ivan Kružliak |

| 10 de setembro de 2019 | França                                     | 3 – 0     | Andorra | Stade de France, Saint-Denis                |
| 20:45                  | Coman 18' · Lenglet 52' · Ben Yedder 90+1' | Relatório |         | Público: 55 383 Árbitro: UKR Mykola Balakin |

| 10 de setembro de 2019 | Moldávia | 0 – 4     | Turquia                                 | Estádio Zimbru, Chișinău                  |
| 20:45                  |          | Relatório | Tosun 37', 79' · Türüç 57' · Yazıcı 88' | Público: 8 281 Árbitro: ISR Orel Grinfeld |

| 11 de outubro de 2019 | Andorra   | 1 – 0     | Moldávia | Estádio Nacional, Andorra-a-Velha         |
| 20:45                 | Vales 63' | Relatório |          | Público: 947 Árbitro: BEL Jonathan Lardot |

| 11 de outubro de 2019 | Islândia | 0 – 1     | França           | Laugardalsvöllur, Reykjavík                 |
| 20:45                 |          | Relatório | Giroud 66' (pen) | Público: 9 719 Árbitro: ITA Gianluca Rocchi |

| 11 de outubro de 2019 | Turquia   | 1 – 0     | Albânia | Estádio Şükrü Saraçoğlu, Istambul           |
| 20:45                 | Tosun 90' | Relatório |         | Público: 41 438 Árbitro: ROU Ovidiu Hațegan |

| 14 de outubro de 2019 | França     | 1 – 1     | Turquia   | Stade de France, Saint-Denis             |
| 20:45                 | Giroud 76' | Relatório | Ayhan 82' | Público: 72 154 Árbitro: GER Felix Brych |

| 14 de outubro de 2019 | Islândia                           | 2 – 0     | Andorra | Laugardalsvöllur, Reykjavík              |
| 20:45                 | A. Sigurðsson 38' · Sigþórsson 65' | Relatório |         | Público: 7 169 Árbitro: HUN Tamás Bognar |

| 14 de outubro de 2019 | Moldávia | 0 – 4     | Albânia                                            | Estádio Zimbru, Chișinău                   |
| 20:45                 |          | Relatório | Cikalleshi 22' · Bare 34' · Trashi 40' · Manaj 90' | Público: 4 367 Árbitro: ENG Chris Kavanagh |

| 14 de novembro de 2019 | Turquia | 0 – 0     | Islândia | Estádio Ali Sami Yen, Istambul              |
| 18:00                  |         | Relatório |          | Público: 48 329 Árbitro: ENG Anthony Taylor |

| 14 de novembro de 2019 | Albânia              | 2 – 2     | Andorra              | Elbasan Arena, Elbasani                   |
| 20:45                  | Balaj 6' · Manaj 55' | Relatório | C. Martínez 18', 48' | Público: 4 260 Árbitro: EST Kristo Tohver |

| 14 de novembro de 2019 | França                        | 2 – 1     | Moldávia | Stade de France, Saint-Denis                   |
| 20:45                  | Varane 35' · Giroud 79' (pen) | Relatório | Rață 9'  | Público: 64 367 Árbitro: LTU Gediminas Mažeika |

| 17 de novembro de 2019 | Albânia | 0 – 2     | França                     | Arena Kombëtare, Tirana                    |
| 20:45                  |         | Relatório | Tolisso 9' · Griezmann 30' | Público: 19 228 Árbitro: SVN Slavko Vinčić |

| 17 de novembro de 2019 | Andorra | 0 – 2     | Turquia             | Estádio Nacional, Andorra-a-Velha         |
| 20:45                  |         | Relatório | Ünal 17', 21' (pen) | Público: 2 357 Árbitro: SVK Ivan Kružliak |

| 17 de novembro de 2019 | Moldávia       | 1 – 2     | Islândia                          | Estádio Zimbru, Chișinău                   |
| 20:45                  | Milinceanu 56' | Relatório | Bjarnason 17' · G. Sigurðsson 65' | Público: 6 742 Árbitro: CZE Pavel Královec |